# Liste der Kulturdenkmäler in Weißenthurm
In der Liste der Kulturdenkmäler in Weißenthurm sind alle Kulturdenkmäler der rheinland-pfälzischen Stadt Weißenthurm aufgeführt. Grundlage ist die Denkmalliste des Landes Rheinland-Pfalz (Stand: 27. Oktober 2023).

## Denkmalzonen
| Bezeichnung                        | Lage                             | Baujahr | Beschreibung | Bild                           |
| ---------------------------------- | -------------------------------- | ------- | --- | ------------------------------ |
| Denkmalzone Monument General Hoche | Am Hoche Lage                    | 1798    | frühklassizistischer Obelisk, 1798, Entwurf Peter Joseph Krahe, Kupferreliefs von Louis-Simon Boizot, um 1800 (Originale in Versailles) | weitere Bilder Fotos hochladen |
| Denkmalzone Jüdischer Friedhof     | Saffiger Straße, bei Nr. 61 Lage | 1881    | heute Grünfläche ohne Grabsteine, Bestattungen zwischen 1881 und 1934                                                                   | weitere Bilder Fotos hochladen |

## Einzeldenkmäler
| Bezeichnung                            | Lage                                   | Baujahr                                       | Beschreibung | Bild                           |
| -------------------------------------- | -------------------------------------- | --------------------------------------------- | --- | ------------------------------ |
| Weißer Turm                            | Altestraße Lage                        | Ende des 14. oder Anfang des 15. Jahrhunderts | viergeschossiger spätmittelalterlicher Zollturm, Ende des 14. oder Anfang des 15. Jahrhunderts | weitere Bilder Fotos hochladen |
| Villa                                  | Bahnhofstraße 31 Lage                  |                                               | Villa; spätklassizistischer Basaltquaderbau, Belvedereturm; Gesamtanlage mit Garten | Fotos hochladen                |
| Villa                                  | Bahnhofstraße 33 Lage                  | um 1860                                       | spätklassizistische Villa, um 1860; Gesamtanlage mit Garten | BW                             |
| Wohn- und Geschäftshaus                | Bahnhofstraße 42 Lage                  | zweite Hälfte des 19. Jahrhunderts            | gotisierender Basaltquaderbau, Altan, zweite Hälfte des 19. Jahrhunderts | Fotos hochladen                |
| Bahnhof Weißenthurm                    | Bahnhofstraße 44 Lage                  | um 1855                                       | klassizistischer Putzbau, um 1855; Gesamtanlage mit Verladebahnhof, Backsteinbau, teilweise Fachwerk | Fotos hochladen                |
| Villa                                  | Fährstraße 6 Lage                      | Ende des 19. Jahrhunderts                     | Backsteinbau, Ende des 19. Jahrhunderts | Fotos hochladen                |
| Portal                                 | Hauptstraße, an Nr. 12 Lage            |                                               | neubarockes Portal | Fotos hochladen                |
| Relief                                 | Hauptstraße, an Nr. 93 Lage            | 1930er/1940er Jahre                           | monumentales Relief, 1930er/40er Jahre | Fotos hochladen                |
| Relief                                 | Hauptstraße, an Nr. 102 Lage           | 14. oder 15. Jahrhundert                      | reliefierter Tondo, wohl aus dem 14. oder 15. Jahrhundert | Fotos hochladen                |
| Wohn- und Geschäftshaus                | Hauptstraße 199 Lage                   | um 1900/10                                    | großes Wohnhaus, Backstein/Sandstein, Reliefs, Mansarddach, um 1900/10 | Fotos hochladen                |
| Kriegerdenkmal                         | Kettiger Straße, auf dem Friedhof Lage |                                               | Kriegerdenkmal, Ädikula mit byzantisierender Kuppel, Reliefs | Fotos hochladen                |
| Kapelle                                | Kettiger Straße, auf dem Friedhof Lage | 1930er Jahre                                  | Kapelle, 1930er Jahre | BW                             |
| Kreuzkapelle                           | Kapellenstraße Lage                    | 19. Jahrhundert                               | Putzbau, Vesperbild aus dem 19. Jahrhundert; 14 Kreuzwegstationen, Stelentyp, 20. Jahrhundert, Reliefs aus dem 19. Jahrhundert; grottenartig gerahmtes Relief                                                            | BW                             |
| Katholische Pfarrkirche St. Trinitatis | Kirchstraße Lage                       | 1836–39                                       | Saalbau, Rundbogenstil, 1836–39, Architekt Johann Claudius von Lassaulx; Westturm, Querhaus, 5/8-Schluss, Umbau des Langhauses zur Halle, 1899–1902, Architekten Caspar Clemens Pickel, Düsseldorf, und Martin, Kiedrich | weitere Bilder Fotos hochladen |
| Wohnhaus                               | Kirchstraße 2 Lage                     | um 1900/10                                    | Putzbau, um 1900/10 | BW                             |
| Villa                                  | Schillerstraße 11 Lage                 | Ende des 19. Jahrhunderts                     | Villa; späthistoristischer Backsteinbau, Ende des 19. Jahrhunderts; Gesamtanlage mit Garten | BW                             |